# 卡尔纳戈
卡尔纳戈（義大利語：Carnago），是意大利瓦雷泽省的一个市镇。总面积6平方公里，人口6373人，人口密度1062.2人/平方公里（2009年）。国家统计（ISTAT）代码为012033。